# Ecuador ai XXIII Giochi olimpici invernali
L'Ecuador ha partecipato ai XXIII Giochi olimpici invernali, che si sono svolti dal 9 al 28 febbraio 2018 a Pyeongchang, in Corea del Sud, con una delegazione composta da un solo atleta, il fondista Klaus Jungbluth Rodriguez, che è anche il portabandiera.

## Sci di fondo
| Evento                        | Atleta                    | Tempo   | Tempo   | Tempo   | Distacco | Distacco | Distacco | Posizione | Posizione |
| ----------------------------- | ------------------------- | ------- | ------- | ------- | -------- | -------- | -------- | --------- | --------- |
| 15 km tecnica libera maschile | Klaus Jungbluth Rodriguez | 53'30"1 | 53'30"1 | 53'30"1 | +19'46"2 | +19'46"2 | +19'46"2 | 112º      | 112º      |